# Williamstown (Massachusetts)
Pour les articles homonymes, voir Williamstown.
Williamstown est une ville du comté de Berkshire, dans le Massachusetts, aux États-Unis. Elle est connue pour son grand musée d'art, le Clark Art Institute.

## Personnalités
- John Van Antwerp Fine Jr. (1939-), historien américain, est né à Williamstown.
- Matthew Perry (1969-2023), acteur américain connu pour avoir interprété le personnage de Chandler Bing dans la série à succès Friends, est né à Williamstown.